# Airgam Boys
Airgam Boys es una línea de figuras articuladas de 8,5 cm de alto aproximadamente producidas durante los años 70 y 80 por la compañía juguetera Airgam, S.A., y desde 2003 por New Toys S.L.
Los Airgam Boys empiezan a ser comercializados el año 1976, en la línea de figuras articuladas de tamaños inferiores a los G.I. Joe, Big Jim, Geyperman y Madelman; como pueden ser los Clicks de Famobil o Playmobils, que surgieron en 1974 en Alemania o los Coman Boys en España a causa del incremento del precio del plástico originado por el encarecimiento del precio del petróleo.

## La figura
La cabeza dispone de muchos tipos de caras y pelo de diferente color y los modelos pueden tener diversos tipos de caras con los mismos vestuarios. Algunos modelos llevaban antifaz. El cabello se soporta en la cabeza gracias a un corte en la parte posterior. En el cuello pueden llevar todo tipo de pañuelos y accesorios.
El color del tronco podía ser de cualquier color, y a él se unen las piernas y los brazos. Las manos estaban unidas a los brazos y se podían girar. La cintura es estrecha para poder sujetar el cinturón. Las dos piernas disponen de movimiento independiente, los pies van unidos por un pivote que permite la adaptación al terreno. En las uniones de brazos y manos, y piernas y pies se pueden alojar complementos del mismo color que la mano y el pie que simulan guantes y botas. Al final de la primera etapa de producción se añadieron articulaciones a las rodillas y codos.
La figura femenina tiene menos envergadura que la masculina, de manera que tiene menos estabilidad, y el sistema de articulación de las piernas está en el interior de la figura. El cabello permite añadir diversos complementos.

## Series
Se comercializaron diversas series, que disponían de vehículos y complementos:
- Deporte
- Militares: Romanos, medievales, napoleónicos, guerra civil americana, guerras indias y Segunda Guerra Mundial.
- Servicios civiles
- Espacio
- Monstruos clásicos y superhéroes
- Aventuras
- Circo